# Gnypeta groenlandica

Gnypeta groenlandica (лат.) — вид коротконадкрылых жуков из подсемейства Aleocharinae. Северная Америка.

## Распространение
Гренландия, Канада (Манитоба, Нунавут, Юкон), США (Аляска).

## Описание
Мелкие коротконадкрылые жуки, длина тела 3,2—3,7 мм. Основная окраска тёмно-коричневая до чёрной. Опушение желтовато-серое, длинное и плотное. Ширина пронотума на 1/5 меньше чем ширина надкрылий, по длине они одинаковые. 3—6-й членики усиков слегка или сильно поперечные, а 7—9-й членики явно поперечные. Усики 11-члениковые. Передние лапки 4-члениковые, средние и задние лапки 5-члениковые (формула 4-5-5). Тело тонко пунктированное, блестящее.
Взрослые особи отмечены с июня по август, в основном в высокогорных местах обитания, в биотопах с преобладанием Salix, в детрите на берегу лагуны, и в ветвях гравилата Росса (Geum rossii, Rosaceae).
Вид был впервые описан в 1929 году по материалам из Гренландии, а его валидный статус был подтверждён в ходе ревизии, проведённой в 2008 году канадскими энтомологами Яном Климашевским (Jan Klimaszewski; Laurentian Forestry Centre, Онтарио, Канада) и Реджинальдом Уэбстером.